# Fandom
Fandom是創立於2004年10月18日的wiki農場，为使用者提供建立wiki網站的服务，主题大多是娱乐方面的，包括电子游戏、动漫、电影和电视剧等。Fandom創立者為维基百科联合创始人吉米·威爾士和安琪拉·貝絲蕾。2018年，Fandom被TPG公司和琼·米勒通过Integrated Media Co.收购。
Fandom与维基百科使用同一开源wiki软件MediaWiki。与托管维基百科的非营利组织维基媒体基金会不同，Fandom公司是一家私人性质的盈利性公司，其收入来自广告和出售内容，大部分用户提供的文字都在著作权许可下发布。该公司还运营Fandom相关的编辑项目，提供流行文化和游戏新闻.。Fandom的维基托管在fandom.com域名下，这个网站已成为全球前50最受欢迎的网站之一，从2020年初开始迅速走红。截至2023年10月，它在全球排名第50，25.79%的流量来自美国，俄罗斯以7.76%的流量位列其后。

## 簡介

2012至2016年间使用的Wikia标志，曾用於Fandom.com時的Wikia.org

2016至2017年5月间使用的Fandom标志

2017年5月至2021年8月間使用的Fandom标志

2021年8月至今使用的Fandom标志

用户可在Fandom创建专注在一个特定主题的wiki網站，早期獲准成立的網站可能要提出运营的具體計畫。藥品、煙酒、赌博等主題的宣傳網站被禁止设立。從2009年5月開始，申請wiki的程序的要求降低，流程简化，網站數量迅速增加，由2009年初1萬多，至2010年1月為止超過8萬，但無人管理或缺乏內容的網站比例也隨之增加。
Fandom中的許多網站延續了維基百科的模式，但是在細節上經常超越普通百科全書的內容範疇。例如，電影中出現的一個次要角色可能在Wookieepedia上擁有一篇獨立的條目。一个电子游戏的wiki可能包括细节方面的指引，玩法攻略，剧情细节等。与维基百科不同，Fandom会允许一些原创研究，非中立性觀點或惡搞的內容存在（尽管在某些wiki上保持中立是本地wiki的政策之一）。Fandom的图片政策通常也比维基百科更宽松，允许文章有更多插图。
早期，多數的Wikia網站與維基百科一樣以GFDL為主要授權方式，在維基百科更改相關版權之後，Wikia也於2009年8月開始改為CC-BY-SA 3.0授權。（但有仍部分網站各自採用該社群所選擇的授權方式）
除了在fandom.com與wikia.org網域之下的網站之外，也有一些原本不屬於該網域，但後來加入Wikia的網站，包括阿爾法記憶、WoWWiki（魔獸世界百科）等。部分網站如英文偽基百科在加入之後，曾因被迫改為Wikia網域而引發社群的不滿。
该网站曾经被中华人民共和国、巴基斯坦、沙特阿拉伯、伊朗等国政府封锁（参见互聯網審查）。2009年7月后，中华人民共和国已将该站的大部分wiki網站解禁，然而香港網絡大典和曾经在该站上运行的简体中文版伪基百科在中国大陆仍不能正常访问。之后Wikia随即开始了大幅的创新与整改。
2018年，Fandom收购Curse Media旗下的wiki网站Gamepedia。
2021年8月3日，Fandom更换了标志和界面的配色，并打出新标语“为粉丝所爱。”（For the love of fans.） 
2022年10月3日，Fandom宣布将从Red Ventures手中收购旗下游戏类媒体和网站：GameSpot、Metacritic、GameFAQs、Giant Bomb、TV Guide、Cord Cutters News、Comic Vine，该收购预计将花费5000万美元。

## 争议
Fandom曾經強迫用戶更改版面，引發社群的強烈反對及不滿。
2010年10月，当时叫Wikia的Fandom将默认的Monaco模版将被新修改的Oasis版面所取代。11月後将只有new wikia skin（也就是Oasis）和Monobook这两种版面可以选择。为此使得不少用戶与部分规模较大的網站紛紛申请撤离Wikia。除此之外，網站上含有過多、煩人和不適當的廣告（雖然之後有改善），固定的網域名稱（必須包含wikia.com、wikia.org或fandom.com）也是使用戶撤離Wikia的一大因素。
Wikia亦會對提出撤出Wikia的用户进行報復，通常會採撤銷管理員權限或是封鎖等手段，有時也會刪除相關信息。部分用戶就算向Wikia申請關閉其網站，一般也都會遭到其拒絕。
2014年12月，Wikia宣佈將會把現有的Oasis版面更換成Venus版面，引起極大反彈。許多用戶要求保留原有的版面。後來Venus版面被終止開發及移除，Oasis版面則保留下來。
2018年5月25日，Monobook版面完全被Fandom中刪除，所有使用Monobook版面的wiki和用戶都被迫切換到Fandom預設的Oasis版面，引起社區中許多用戶的反感。該公司指出因技術問題，保持兩個版面會導致無法符合歐盟一般資料保護規範。

### 百科撤离
从2022年开始，许多游戏百科网站因为Fandom平台广告过多、有着易用性缺陷、缺乏定制能力以及推广与内容无关的促销活动而开始从该平台撤离。这其中包括一些高知名度游戏的百科网站，如Zelda Wiki、Terraria Wiki、Minecraft Wiki和 英雄联盟Wiki。

## 外部連結
- 官方网站
- Fandom英文社群中心首頁
- Fandom中文社群中心首頁
- Fandom英文首頁（页面存档备份，存于）
- Fandom繁體中文首頁（页面存档备份，存于）
- Fandom简体中文首页（页面存档备份，存于）
- Fandom的X（前Twitter）